# Làm đĩ (tiểu thuyết)
Làm đĩ là một cuốn tiểu thuyết của nhà văn Việt Nam Vũ Trọng Phụng, tác phẩm được viết vào năm 1936 và xuất bản vào năm 1937. Đây được coi là cuốn tiểu thuyết đầu tiên của Việt Nam đề cập đến vấn đề mại dâm.

## Đặc điểm nghệ thuật
Làm đĩ có ba lớp ngôn ngữ: ngôn ngữ bút chiến, ngôn ngữ giáo dục và ngôn ngữ của nhân vật chính.

## Đánh giá
Tần Tần của Zing News cho rằng Làm đĩ vừa là câu chuyện mang tính nhân bản, vừa là bức tranh hiện thực của buổi giao thời. Bất chấp những ý kiến trước đây cho rằng tác phẩm "dâm uế", Làm đĩ vẫn là tiếng nói thức tỉnh, đưa ra một đề nghị: cần phải coi trọng giáo dục giới tính.

### Văn chương dâm uế
Trên báo Tìm văn số 25 ra ngày 01/09/1936, Thái Phỉ đăng bài Văn chương dâm uế, cảnh báo về một khuynh hướng văn chương mà ông cho là nguy hại, gây phản cảm trong độc giả. Ông gọi đó là thứ "văn chương dâm uế" không có tính nghệ thuật cần có. Sau đó, Vũ Trọng Phụng phản ứng gay gắt với Thái Phỉ qua bài Thư ngỏ cho ông Thái Phỉ, chủ bút báo Tin văn về bài "Văn chương dâm uế"  đăng trên Hà Nôi báo số 38 ngày 23/09/1936. Cuộc bút chiến sau đó vẫn tiếp diễn trên các mặt báo, với sự tham gia của Nhất Chi Mai.